# Jörg-Ulrich Fechner
Jörg-Ulrich Fechner (* 9. Februar 1939 in Bochum) ist ein deutscher Germanist.

## Leben
Nach dem Studium der Germanistik und Romanistik an den Universitäten Heidelberg und Madrid erwarb er 1964 an der Universität Heidelberg den Dr. phil. und 1975 in Cambridge den MLitt (Cantab). Er lehrte an den Universitäten Catania und Cambridge. Seit 1972 war er Professor am Germanistischen Institut der Ruhr-Universität Bochum.

## Schriften (Auswahl)
- Der Antipetrarkismus. Studien zur Liebessatire in barocker Lyrik. Heidelberg 1966, OCLC 264878624.
- Erfahrene und erfundene Landschaft. Aurelio de' Giorgi Bertòlas Deutschlandbild und die Begründung der Rheinromantik. Opladen 1974, ISBN 3-531-09052-6.
- Helfrich Peter Sturz (1736–1779). Drei Essays. Darmstadt 1981, OCLC 13681346.
- „Verdacht, Missdeutung pp im schwäzzenden Publikum! Obgleich das eine Heerd Schwein ist ...“. Zu einer Werther-Besprechung des Giesser Wochenblattes von 1775. Wetzlar 1988, OCLC 180429742.